# Shigeki Maruyama
Shigeki Maruyama (født 12. september 1969 i Chiba, Japan) er en japansk golfspiller, der (pr. september 2010) står noteret for 13 sejre gennem sin professionelle karriere. Hans bedste resultat i en Major-turnering er en 4. plads, som han opnåede ved US Open i 2004.
Maruyama har 2 gange, i 1998 og 2000, repræsenteret Det internationale Hold ved Presidents Cup, hvilket er resulteret i én sejr og ét nederlag.